# 單紋任氏鱂
單紋任氏鱂為輻鰭魚綱鯉齒目四眼魚科的其中一種，分布於南美洲巴西Rio Grande do Sul州東北部及Santa Catarina州的淡水流域，體長可達7.6公分。

## 擴展閱讀
維基物種上的相關：單紋任氏鱂